# Karate Sheep
Karate Sheep è una serie animata francese prodotta da Xilam e trasmessa in Germania su RTL+ (prima TV streaming) e Super RTL (prima TV in chiaro) dal 6 maggio 2022 e in Italia su Netflix (prima TV streaming) e K2 (prima TV in chiaro) dal 2 marzo 2023. I personaggi non parlano, ma emettono versi come urla, risate, pianti, e rumori mentre si fanno male, si arrabbiano o rimangono sorpresi.

## Trama
Due scaltre pecore usano il karate e congegni altamente tecnologici per proteggere il loro gregge dalle grinfie di un lupo famelico che vuole mangiarsele tutte per cena.

## Episodi
| Stagione         | Episodi | Prima TV Francia | Prima TV Italia |
| ---------------- | ------- | ---------------- | --------------- |
| Prima stagione   | 26      | 2022             | 2023            |
| Seconda stagione | 26      | 2022-2023        | 2023            |

## Personaggi

### Principali
- Trico: è una pecora che ama condividere nuovi oggetti e idee con il resto del gregge. Ciò provoca scompiglio nei pascoli di montagna, che finiscono inevitabilmente a spese di Wanda, una pecora tenace il cui compito è tenere le pecore al sicuro. Non è un'impresa da poco, soprattutto quando Lupo è sempre in agguato, in attesa di sfruttare al meglio questo ritrovato caos.
- Wanda: è una pecora che segue gli stessi piani di Trico. Quando vede il lupo che mangia le pecore, lotta per difenderle.
- Il Lupo: è un lupo affamato che vuole mangiare tutte le pecore per cena, quando vede Trico e Wanda, cerca di scappare per evitare di fallire il proprio piano.

## Distribuzione internazionale

### Edizione italiana
La serie va in onda su K2 dall'8 gennaio 2024. È disponibile sulla piattaforma Netflix. La lingua dei titoli è in inglese in tutti gli episodi.

## Sigle
Per la trasmissione su K2 sono utilizzate le introduzioni originali.